# (20475) 1999 NU11
A (20475) 1999 NU11 a Naprendszer kisbolygóövében található aszteroida. A LINEAR projekt keretében fedezték fel 1999. július 13-án.